# François Rude
François Rude, nascut a Dijon el 4 de gener de 1784 i mort el 3 de novembre de 1855 a París, va ser un escultor francès del romanticisme.

## Biografia
Nascut a Dijon, va treballar amb el seu pare fins als 55 anys, però va rebre formació com a dibuixant per part de François Devosges, on va aprendre que un contorn fort i simple era un ingredient molt valuós a les arts plàstiques. El 1809 va marxar a París des de l'escola d'art de Dijon, i es va convertir en alumne de Pierre Cartellier, obtenint el Grand Prix de Rome el 1812. Després de la segona restauració del Borbó es va retirar a Brussel·les, on, probablement a causa de la intervenció de l'exiliat Jacques-Louis David, va obtenir alguns encàrrecs de l'arquitecte Charles Vander Straeten, qui el va col·locar per executar nou baixos relleus al palau de Tervuren, avui destruït.

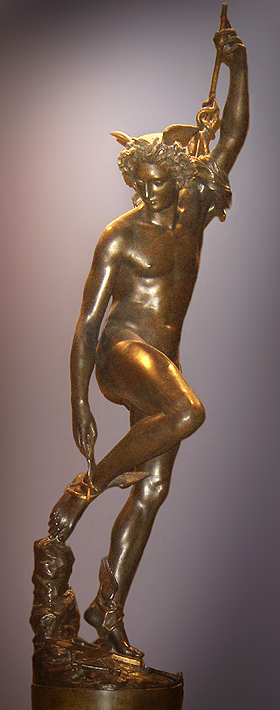
Mercuri lligant-se les sandàlies, Museu del Louvre.

A Brussel·les, Rude es va casar amb Sophie Freiniet, pintora, filla d'un compatriota bonapartista cap a qui tenia una sèrie d'obligacions, però que amb alegria li va atorgar la possibilitat de tornar a París, on va cridar l'atenció el 1827 gràcies una estàtua de la Verge per a St Gervais i un Mercuri lligant-se les sandàlies (avui al Museu del Louvre).
El seu gran èxit, malgrat tot, data de 1833, quan va obtenir la legió d'honor per la seva estàtua de Nen pescador napolità jugant amb una tortuga (avui al Louvre), que també li van servir per obtenir l'important encàrrec per fer un alt relleu per a l'Arc de Triomf de l'Étoile: es tracta de Départ des volontaires de 1792, comunament conegut com La Marsellesa, que és la seva obra més cèlebre. És una obra plena d'energia i foc, que va immortalitzar el nom de Rude.
Entre altres obres seves, poden esmentar-se Napoleó despertant a la immortalitat (Museu d'Orsay, París), l'estàtua del matemàtic Gaspard Monge (1848), Joana d'Arc, als jardins de Luxemburg (1852), un calvari en bronze per a l'altar major de Sant Vicenç de Paul (1855), així com Hebe i l'àguila de Júpiter (Museu de Belles Arts, Dijon), Amor triomfant y Crist a la creu, totes les quals van aparèixer al Saló de París de 1857 després de la seva mort.
Un deixeble important de Rude va ser Jean-Baptiste Carpeaux, qui posteriorment va executar la seva pròpia versió del Nen pescador napolità, un tema popular en aquella època. També es troben entre els seus alumnes Charles Cordier i el seu fillastre Paul Cabet que va ser també escultor.
El museu Rude de Dijon, inaugurat el 1947, està dedicat a motlles d'escaiola de les seves obres que van ser adquirits per la ciutat de Dijon, entre 1887 i 1910; està allotjat al creuer de l'església del segle xi de Saint-Etienne.

## Obres

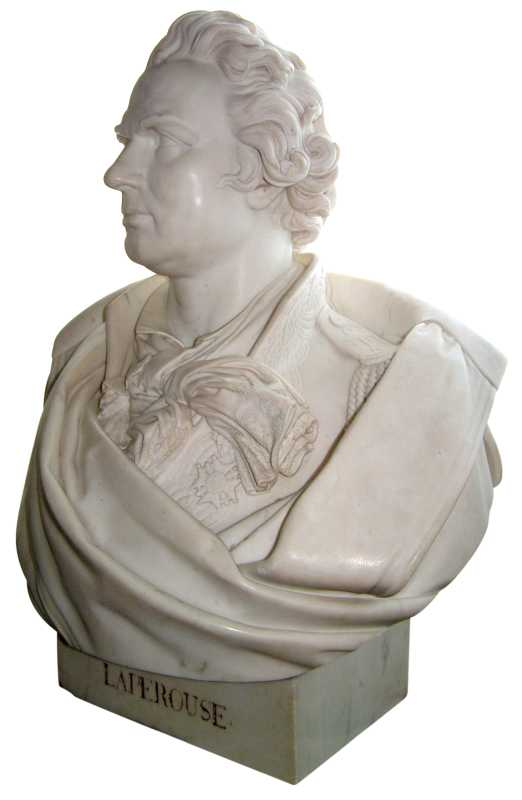
Bust de Jean-François de La Pérouse, 1828.

- Lapérouse, bust (1828), París, Museu de la Marina
- Le mathématicien Gaspard Monge, estàtua (1848)
- Jeanne d'Arc (1852), París, jardí de Luxemburg
- Calvari en bronze per l'altar de Sant Vicent de Paul (1855)
- Hébé et l'aigle de Júpiter, Dijon, Museu de Belles Arts
- Christ sur la croix
- Le Maréchal Ney, bronce, París
- L'éveil de Napoleó Bonaparte à l'Immortalité, Noisot, Fixin